# Hamilton Golf & Country Club
De Hamilton Golf & Country Club is een golfclub en een countryclub in Canada. De club werd opgericht in 1894 en bevindt zich in Ancaster, Ontario. De club beschikt over een 27-holes golfbaan, waarvan drie 9 holesbanen, en werd ontworpen door Harry Shapland.
Naast een golfbaan, beschikt de club ook over een feestzaal voor haar leden.

## Golftoernooien
Voor het golftoernooi is de lengte van de "West/South"-baan voor de heren 6340 m met een par van 72. De course rating is 74,1 en de slope rating is 136.
- Canadees Open: 1919, 1930, 2003, 2006 & 2012